# 중앙도서관 (안산시)
안산 중앙도서관은 경기도 안산시 단원구 소재의 도서관이다.

## 연혁
- 2004년 2월 27일 착공
- 2006년 2월 14일 준공
- 2006년 7월 21일 개관
- 2008년 1월 14일 반월햇빛 작은도서관 개관
- 2008년 2월 22일 안산시 정보문화사업소 중앙도서관 직제변경

## 이용 안내
이용 안내
휴관일
- 정기휴관일: 매주 월요일
- 국경일, 정부에서 지정하는 공휴일
- 관장이 지정하는 임시휴관일